# Salvatrice (novella)
Salvatrice è una novella scritta da Jacopo Turco, alias della scrittrice trentina Giulia Turco Turcati Lazzari e pubblicata nel 1897 sulla rivista "La vita italiana" (Unione cooperativa editrice) a Roma.
La novella è successivamente entrata a far parte della raccolta Canzone senza parole, dove è il terzo racconto su sei.
L'opera è pubblicata con lo pseudonimo maschile Jacopo Turco che la scrittrice usava per firmare molti suoi lavori. 

## Edizioni
- 1ª edizione: Roma, Unione cooperativa editrice, 1897.